# You Gotta Go There to Come Back
You Gotta Go There to Come Back es el cuarto álbum de Stereophonics, distribucido por V2 Records en 2003. Fue su tercer álbum consecutivo en llegar a lo más alto de la lista del Reino Unido.
El álbum presenta una madurez superior a los tres anteriores. Después de esta época de madurez el grupo volvió a su sonido original con el próximo álbum. El título del álbum concuerda con esto. Ellos llegaron aquí, y grabaron este álbum, para después volver a su viejo estilo.
La canción "Maybe Tomorrow" suena en los créditos de la película Crash.

## Lista de canciones
CD 1
- 01 "Help Me (She's Out of Her Mind)" - 6:53
- 02 "Maybe Tomorrow" - 4:32
- 03 "Madame Helga" - 3:54
- 04 "You Stole My Money Honey" - 4:17
- 05 "Getaway" - 4:07
- 06 "Climbing The Wall" - 4:53
- 07 "Jealousy" - 4:24
- 08 "I'm Alright (You Gotta Go There to Come Back)" - 4:36
- 09 "Nothing Precious At All" - 4:18
- 10 "Rainbows And Pots Of Gold" - 4:08
- 11 "I Miss You Now" - 4:50
- 12 "High As The Ceiling" - 3:17
- 13 "Since I Told You It's Over" - 4:40

OTRAS CANCIONES (CD 2)
- 01 "Royal Flush"
- 02 "Have Wheels Will Travel"
- 03 "Change Changes Things"
- 04 "Moviestar"
- 05 "Lying To Myself Again"

### Bonus tracks
La canción "Moviestar" solo aparece en las últimas ediciones del álbum y salió con un DVD que contiene los tráileres de las canciones. La canción añadida en las versiones japonesas fue "Lying To Myself Again".

## Enlaces
- Sitio Oficial de Stereophonics

- Datos: Q3141263